# Uferwiesen bei Niewisch
Uferwiesen bei Niewisch este o arie protejată (arie specială de conservare — SAC, sit de importanță comunitară — SCI) din Germania întinsă pe o suprafață de 5,36 ha, integral pe uscat.

## Localizare
Centrul sitului Uferwiesen bei Niewisch este situat la coordonatele 52°04′32″N 14°13′29″E / 52.0756°N 14.2247°E.

## Înființare
Situl Uferwiesen bei Niewisch a fost declarat sit de importanță comunitară în septembrie 2000 pentru a proteja 1 specie de plante și 3 specii de animale. Situl a fost protejat și ca arie specială de conservare în noiembrie 1999.

## Biodiversitate
Situată în ecoregiunea continentală, aria protejată conține 2 habitate naturale: Pășuni continentale udate de apa mării, Pajiști cu Molinia pe soluri calcaroase, turboase sau argilos-nămoloase (Molinion caeruleae).
La baza desemnării sitului se află mai multe specii protejate:
- plante (1): Apium repens
- păsări (2): barză albă (Ciconia ciconia ciconia), cuc (Cuculus canorus)
- mamifere (1): vidră de râu (Lutra lutra)

Pe lângă speciile protejate, pe teritoriul sitului au mai fost identificate 8 specii de plante.